# Kay Schwarz

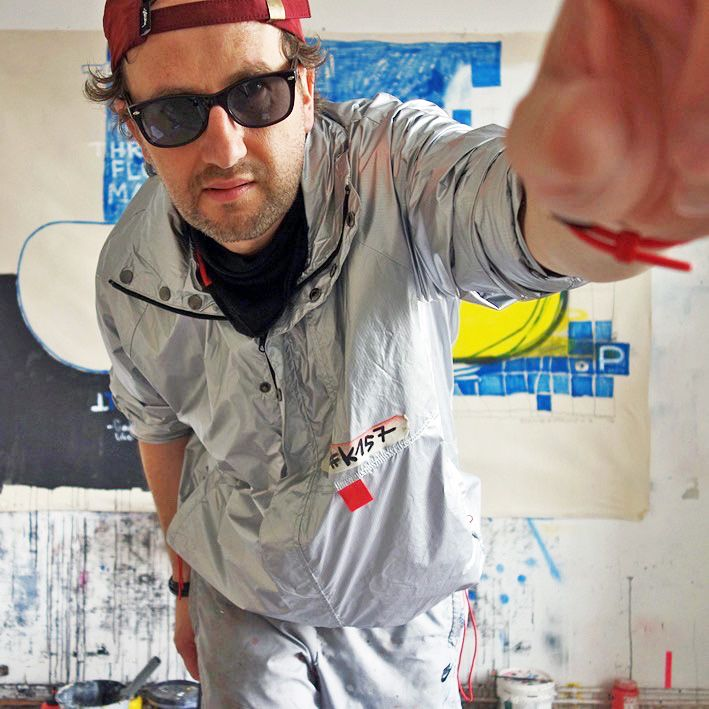
Kay Schwarz in seinem Atelier (2020)

Kay Schwarz (* 1976 in Leipzig) ist ein deutscher Künstler, der unter verschiedenen Pseudonymen, zum Beispiel KaySchwarz157, aka Zarathustra157, aka YODA157, aka donnieKaracho157, aka #K157..., auftritt und in Leipzig arbeitet. Insbesondere als Streetart-Künstler und Graffiti/Stylewriter ist er in der Szene bekannt.

## Leben

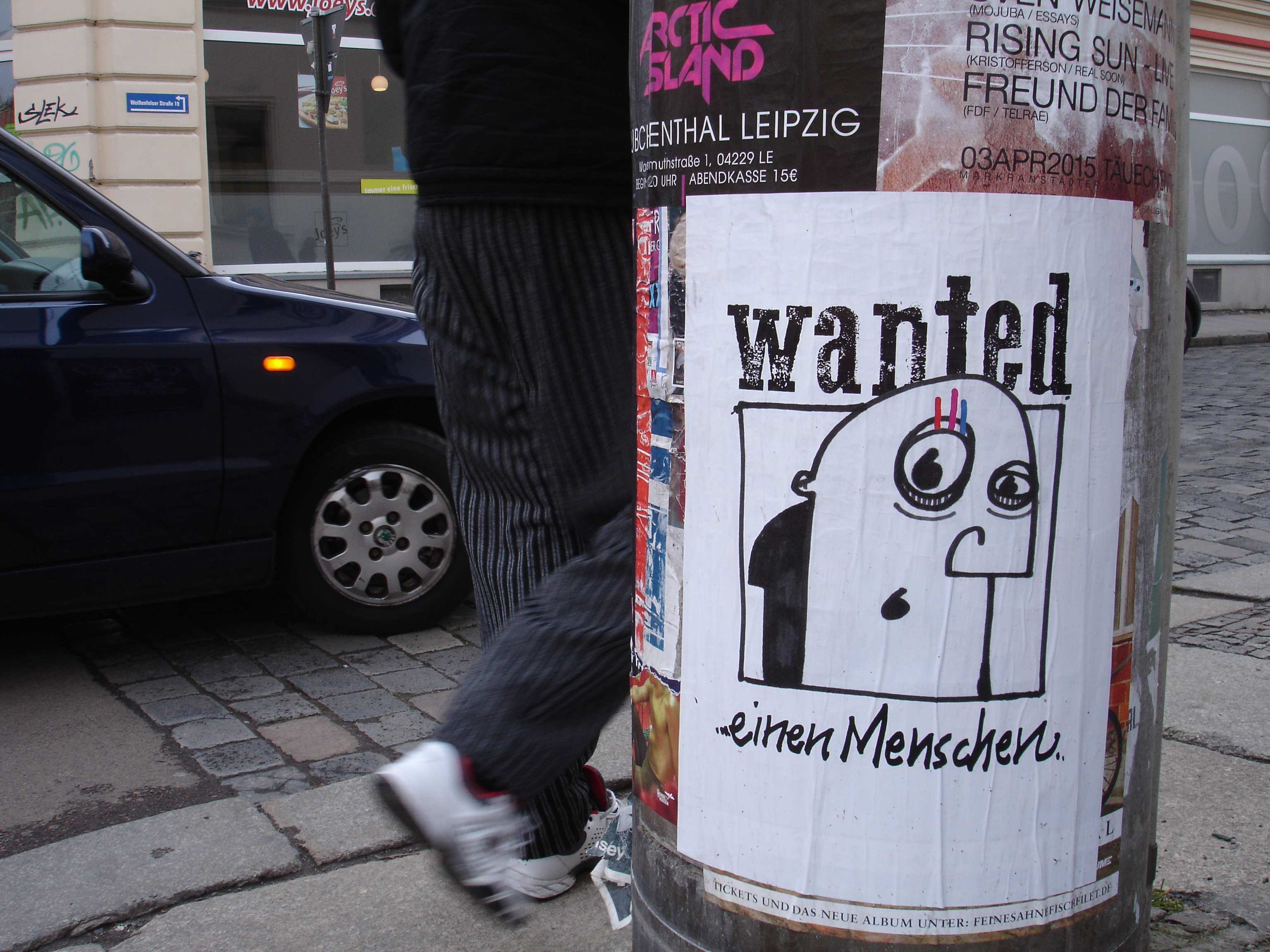
DIOGENES157, ca. 500 Plakate in Leipzig, aus BOOK157

Geboren 1976 in Leipzig-Grünau, absolvierte Kay Schwarz nach seinem Schulabschluss zunächst eine Ausbildung zum Energie-Elektroniker bei den Leipziger Stadtwerken (1992–1996). Von 1997 bis 1999 erwarb er an der Gutenbergschule (Fachoberschule Gestaltung) in Leipzig auf dem zweiten Bildungsweg die Fachhochschulreife. Ab 2000 folgte eine kurze Phase der Selbstständigkeit als Textilgestalter, gefördert durch den Europäischen Sozialfonds (ESF), sowie ein angefangenes BWL-Studium an der HTWK Leipzig. In diesen Jahren besuchte er regelmäßig Kurse an der Abendakademie der Hochschule für Grafik und Buchkunst. Schließlich absolvierte Schwarz von 2002 bis 2009 sein Design-Studium in Dessau an der Hochschule Anhalt. Seit 2009 ist Kay Schwarz als freischaffender Künstler in seiner Heimatstadt Leipzig tätig.

## Schaffen
Die Wurzel seines künstlerischen Schaffens findet sich in den frühen 90er Jahren. Die Suche nach künstlerischen Ausdrucksformen ging einher mit dem Aufleben der Graffiti-Szene im Leipzig der Nachwendezeit. Diese Sozialisation in der Subkultur, gepaart mit jugendlichem Leichtsinn und einem unstillbaren Geltungsbedürfnis, bildeten den Nährboden für ein einzigartiges Experiment in Farbe und Form. Das Hauptmedium des Jahrzehnts waren Zugwaggons. Fast täglich entstand in dieser Zeit auf den Abstellgleisen in und um Leipzig Neues, egal ob Panel, End to End oder Wholecar.
Während der 1990er Jahre manifestierte sich bei ihm eine ausgeprägte Antihaltung gegenüber dem sogenannten kulturellen Kanon. Graffiti wurde über alles erhoben. Ästhetische Ansprüche formulierte er ausschließlich durch den Blick in die Szene, den Vergleich mit anderen Crews und Vertretern der Szene in den Ballungsgebieten der Republik und natürlich den USA.
Ab 1994 wurde vermehrt organisiert gemalt. Als Member der ersten Stunde wurde er in der BIA Bande/BiA157 aktiv. 1995 führte Unachtsamkeit zu Hausdurchsuchungen und umfangreichen Anzeigen wegen Sachbeschädigung. Die Gerichtsverfahren wurden mangels Beweislast letztlich eingestellt. Schwarz machte unbeirrt weiter. Seit den Nullerjahren dann vermehrt im Stadtgebiet.
Draußen auf der Straße findet er seit jeher Inspiration. Die gesammelten Eindrücke aus dem urbanen Raum bilden so auch den kritischen Kontext für die Arbeit im Atelier. Im Rahmen von Ausstellungsprojekten etwa zeigt er immer wieder, dass er sensibel für den Raum ist, bezieht ihn ein, stellt Verbindungen her zwischen diesem und seinen Kunstwerken, sei es mit Klebeband, Farbe oder anderen für ihn passenden Gestaltungsmitteln. Draußen und Drinnen werden stets zusammen gedacht.
In der Gegenwart ist das Atelier oft Entstehungsort seiner Kunst. Hier muss er sich zwar im Format beschränken, kann nicht direkt mit dem Stadtraum interagieren, aber mit dem Kompromiss, der Contemporary Urban Art heißt, ganz gut leben. Der urbane Raum muss freilich weiter als Nährboden herhalten, er bringt ihn mit, passt ihn ein. Zum Beispiel heißt das logischerweise nicht immer frei wählbare Medium draußen verputzte Wand, Ziegelmauer, Plane, Metalltor oder Stromkasten aus Kunststoff. Die Gestaltungsmedien sind entsprechend grobschlächtig: Farbspray mit Fatcap, Permanent- und Inkmarker, Teer- oder Fassadenfarbe auf Rolle. Drinnen erweitert sich diese Auswahl sichtlich, worin Kay Schwarz einen der größeren Vorzüge seiner Tätigkeit im Atelier sieht. Er kann selbst bestimmen, welches Format er verwendet und die Werkzeuge werden insgesamt filigraner. So gesellen sich etwa Pinsel, Fineliner, Stempel und Klebebänder zu Dose, Rolle und Marker. Dazu ist der Schaffensprozess hier deutlich entschleunigt. Keine äußeren Zwänge, ein selbstbestimmtes Tempo, kein Adrenalin.
Das wohl konstanteste und bekannteste Bildthema von Kay Schwarz sind die Kopfstudien. Mehr als ein Jahrzehnt schon bestimmen diese ausdrucksstarken, stilisierten Köpfe mit der prägnanten Linienführung, den Vordergrund eines Großteils seiner Bilder und Grafiken. Im Hintergrund dann stets Formen, Flächen, Perspektiven, immer wieder architektonische Elemente, statischer Stadtraum.

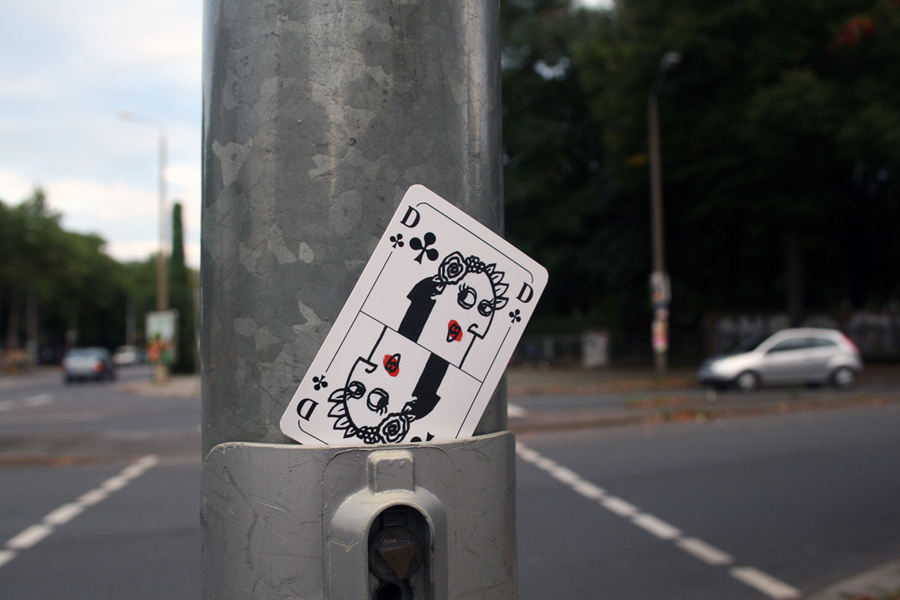
Flyer für die Ausstellung „Die Spielgesellschaft“ 2013

## Ausstellungen (Auswahl)
- 2002: Saftige Pflaumenart. Galerie Hotel Leipziger Hof, Leipzig
- 2008: Back to the rooms. Kunstprojekt, Designer`s Open, Leipzig
- 2010: Facefuck. Superkronik, Leipzig
- 2013: DIE SPIELGESELLSCHAFT (solo), Westwerk/Eisengiesserei, Leipzig
- 2014: Das Spiel des Schaffens (solo), Friedenskirche Gohlis, Leipzig
- 2014: Malerei und Leipziger Schule, Achtziger-Galerie, Berlin
- 2014: Die Spielgesellschaft on tour, Quarter Store (solo), Leipzig
- 2014: auf..stehen[4]. Xpon-art Galerie, Hamburg
- 2014: ..anMACHEN. Xpon-art Galerie, Hamburg
- 2015: Sold. GAPGAP of Space, Leipzig
- 2015: Westwerker stellen aus. Westpol A.I.R. Space, Leipzig
- 2015: Weihnachtsstube, CU, Leipzig
- 2016: OVER THE TOP. (solo), Galerie Hier+Jetzt, Tapetenwerk, Leipzig
- 2016: POP-ART MEETS STREETART[5]. GALERIE VON&VON, Nürnberg
- 2016: CITY CRASH 7-das urbane Festival für Kunst und Kultur, Werk 2, Leipzig
- 2016: „BLOOOM/Art.Fair“[6] mit Galerie VON&VON, Köln
- 2016: RathausART, Nürnberg
- 2017: 11 in 4, GALERIE VON&VON, Nürnberg
- 2018: Prozess, Gruppenausstellung in der XPON-ART Gallery, Hamburg
- 2018: DIE FRÖHLICHE WISSENSCHAFT, Kunst für alle und keinen[7] (solo), JAHN – Galerie, Leipzig
- 2020: „BOOK157 Release mit passender Kunst“(solo); zur „Nacht der Kunst“ im Budde-Haus, Leipzig[8]
- 2020/21: OPEN WINDOWS,(solo) Galerie im Fenster, Zürich
- 2022: AT A CROSSROADS, Van der Plas Gallery, New York, NY
- 2022: CITY CRASH feat. donnieKaracho157, das Festival für Kunst und Kultur, Werk 2[9], Leipzig
- 2023: Crossed Lines, An artistic dialogue between Germany and Latin America, MONTERO ART GALLERY, Berlin
- 2024: based on a true story.(solo) STROSS GALLERY, Graz, Österreich

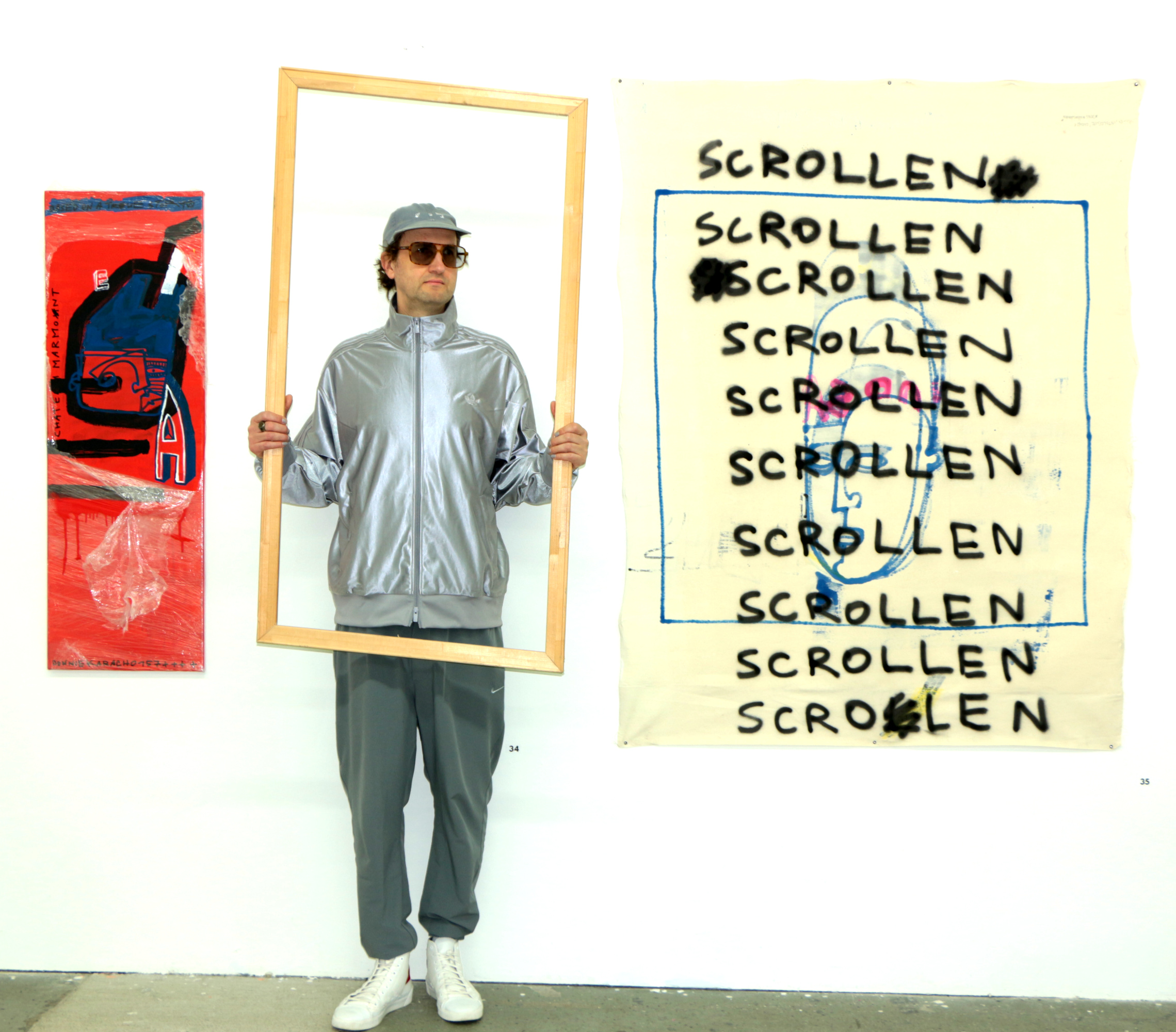
KaySchwarz157 zur Vernissage @ "Good Behaviour - perspectives of UrbanArt" 2024

- KaySchwarz157 zur Vernissage @ "Good Behaviour - perspectives of UrbanArt" 20242024: Good Behaviour, FRAVIL artmanagement, Leipzig

## Projekte
- 2003: Farbige Quadrate im Dienste der Medizin
- 2011: „U = R × I“
- 2014: „Der Illusionist“ ...die Welt als Wille und Vorstellung.

## Presse

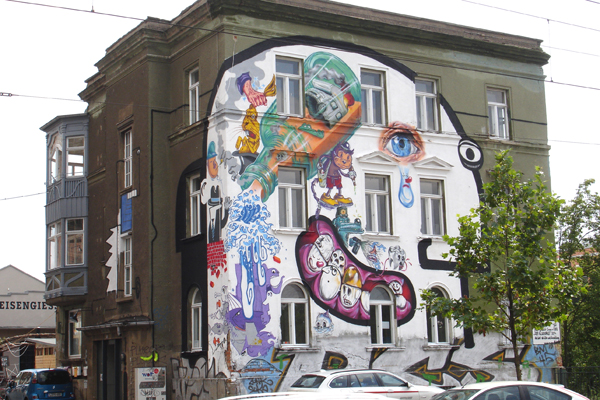
Grüne Villa, Graffiti-Fassade, Westwerk, Leipzig

- 2014: „Mehr Platz und viel Kunst zum Westbesuch“, BILD/Der Korken, Mai/Juni 2014
- 2014: „.... und die Westwerk-Villa bekommt eine Graffiti-Fassade“, Bildzeitung
- 2016: „Die Kultur der Straße, Pop Art trifft auf innovative Streetart“, ZEITKUNST Monatszeitung für Kunst und KulturFebruar 2016
- 2020: „Draußen hat man nur einen Versuch“- weiß der Street-Art-Künstler Kay Schwarz, Leipziger Volkszeitung, November 2020[10]

## Belege
1. 1 2 3  Peter Niemann: Book157 KaySchwarz : Werkschau 2013–2020. Erste  Auflage. Leipzig 2020, ISBN 978-3-9822302-0-7.
2. ↑  Peter Niemann (geb. Wedwitschka): Kay Schwarz. 22. November 2017, abgerufen am 17. Februar 2021.
3. ↑  kopfstudien. In: jahn-galerie. Abgerufen am 12. Mai 2021.
4. ↑  Xpon-art Galerie. Abgerufen am 7. Oktober 2016.
5. ↑  Galerie VON&VON. Abgerufen am 17. Februar 2021.
6. ↑  Willkommen | BLOOOM. In: www.blooom.de. Archiviert vom Original (nicht mehr online verfügbar) am 15. November 2016; abgerufen am 2. Dezember 2016.
7. ↑  Die fröhliche Wissenschaft – Kunst für alle und keinen von KaySchwarz157. In: LAYERS. Abgerufen am 25. März 2021 (deutsch).
8. ↑  KaySchwarz157 – Buchvorstellung mit passender Kunst. Abgerufen am 25. März 2021 (englisch).
9. ↑  Leipziger Volkszeitung: Impressionen vom zehnten City Crash im Werk 2. 1. Juli 2022, abgerufen am 19. September 2024.
10. ↑  „Draußen hat man nur einen Versuch“, weiß der Street-Art-Künstler Kay Schwarz. Abgerufen am 25. März 2021.

| Personendaten    | Personendaten                |
| ---------------- | ---------------------------- |
| NAME             | Schwarz, Kay                 |
| ALTERNATIVNAMEN  | KaySchwarz157 (Künstlername) |
| KURZBESCHREIBUNG | deutscher Künstler           |
| GEBURTSDATUM     | 1976                         |
| GEBURTSORT       | Leipzig                      |